# セント・ローレンス駅
セント・ローレンス駅（英語：St Lawrence railway station）はオーストラリアクイーンズランド州セント・ローレンス レールウェイ・パレードにあるクイーンズランド鉄道ノース・コースト線の駅。

## 利用可能な鉄道路線／列車
クイーンズランド鉄道トラベルトレインの停車する列車は下記の通り。
ブリスベンとケアンズ間の夜行長距離列車スピリット・オブ・クイーンズランド号 …ブリスベン方面 月・水・木・金・日、ケアンズ方面 火・水・木・土・日 停車 